# Podgrad
Podgrad (ˈpoːdɡɾat) est un village sur la rive droite de la Mura, dans les contreforts du Château de Radgona. Podgrad fait partie de la municipalité de Gornja Radgona, au nord-est de la Slovénie.

## Personnalité liée à la commune
- Ana Kansky